# Sociedad Europea de Oncología Pediátrica
La Sociedad Europea de Oncología Pediátrica (SIOPE o SIOP Europa, acrónimo del francés para Société Internationale d'Oncologie Pédiatrique en Europe) es una organización que representa a todos los profesionales que trabajan en el campo de los cánceres infantiles en Europa. SIOPE tiene más de 1680 miembros en 35 países europeos. Establecida en 1998 como la rama europea de la Sociedad Internacional de Oncología Pediátrica (SIOP), SIOPE se convirtió en una organización independiente con una oficina permanente en Bruselas (Bélgica) en 2007.

## Ocupaciones
SIOPE tiene como objetivo apoyar la educación de los profesionales sanitarios y facilitar el desarrollo de nuevos fármacos participando en proyectos financiados por la UE como: la Acción Conjunta sobre Cánceres Raros (JARC) o la Red Europea de Referencia sobre Cáncer Pediátrico (ERN PaedCan). SIOPE dirigió la preparación de los "Estándares europeos de atención para niños con cáncer", un documento que se publicó en 2009 y se tradujo a 21 idiomas.
La SIOPE también ha participado en varios debates con los responsables políticos de la UE sobre la revisión y evaluación de la legislación de la UE sobre medicamentos pediátricos. Cada año, SIOPE celebra el Día Internacional del Cáncer Infantil, que es un evento de un día organizado en el Parlamento Europeo en Bruselas, con el fin de crear conciencia sobre los crecientes desafíos que plantea esta enfermedad.

## Programa
El 18 de noviembre de 2015, se presentó oficialmente en el Parlamento Europeo el Plan Estratégico de la SIOPE "Un Plan Europeo contra el Cáncer para Niños y Adolescentes" durante un evento clave organizado por el eurodiputado Alojz Peterle y coorganizado por la SIOPE y el grupo "eurodiputados contra el cáncer". El objetivo principal del plan es mejorar tanto la tasa de curación como la calidad de vida de los supervivientes de cáncer infantil, con el objetivo final de aumentar la supervivencia libre de enfermedad y libre de efectos tardíos. Este documento presenta los 7 objetivos médicos y científicos que deben alcanzarse durante la próxima década para aumentar la tasa de curación y la calidad de supervivencia de los niños y jóvenes con cáncer.